# Expédition 44 (ISS)
Insigne de la mission
Équipage de l'expédition 44
Chronologie
Expédition 43  Expédition 45 
L'Expédition 44 est la 44e mission de longue durée à bord de la Station spatiale internationale (ISS). 

## Équipage
| Position           | Première Partie (juin 2015 à juillet 2015) | Seconde Partie (juillet 2015 à septembre 2015) |                                  |
| ------------------ | ------------------------------------------ | ---------------------------------------------- | -------------------------------- |
| Commandant         | Guennadi Padalka, RSA 5e vol spatial       | Guennadi Padalka, RSA 5e vol spatial           |                                  |
| Ingénieur de vol 1 | Mikhaïl Kornienko, RSA 2e vol spatial      | Mikhaïl Kornienko, RSA 2e vol spatial          |                                  |
| Ingénieur de vol 2 | Scott Kelly, NASA 4e vol spatial           | Scott Kelly, NASA 4e vol spatial               |                                  |
| Ingénieur de vol 3 |                                            | Oleg Kononenko, RSA 3e vol spatial             |                                  |
| Ingénieur de vol 4 |                                            | Kimiya Yui, JAXA 1er vol spatial               | Kimiya Yui, JAXA 1er vol spatial |
| Ingénieur de vol 5 |                                            | Kjell N. Lindgren, NASA 1er vol spatial        |                                  |

## Déroulement de l'expédition

### Sorties extravéhiculaires
- 10 août : Gennady Padalka et Mikhail Korniyenko  installent des dispositifs destinés à faciliter les mouvements des membres d'équipage lors des prochaines sorties extravéhiculaires, nettoient les hublots du module Zvezda, installent des fixations sur des antennes, remplacent une antenne usagées située sur un port d'ammarrage, prennent des photos de différents emplacement sur le module Zvezda, récupèrent une expérience sur l'environnement spatial  (durée : 5 h 31 min).